# Hangofen

Ein Hangofen für Tamba-Tachikui-Keramik (丹波立杭焼)

Ein Hangofen (jap. 登り窯, Noborigama, engl. climbing kiln) ist ein japanischer Brennofen zur Herstellung großer Mengen Keramik und Porzellan. Der Ofen wird in den Hang eines Hügels hineingebaut, sodass die Konvektion der Verbrennungsgase genutzt und mit hohen Temperaturen gebrannt werden kann. Mit einem Hangofen kann eine erstaunlich einheitliche Glasur erzielt werden. Hangöfen werden zumeist an Plätzen gebaut, in deren Umgebung die benötigten Rohstoffe, Ton, Brennmaterial und viel Wasser, zur Verfügung stehen. Hangofen oder noborigama wird als allgemeine Bezeichnung für verschiedene Typen von Brennöfen verwendet:
1. für traditionelle Mehrkammer-Brennöfen (連房式登窯, Renbōshiki-noborigama, wörtlich: Hangofen mit aneinandergereihten Brennkammern) und deren moderne Form, den mit Gas oder Elektrizität betriebenen Rollerofen (engl. „roller hearth kiln“)
2. für einen „Tunnelofen“ (穴窯, Anagama), der etwa zur Herstellung von Sue-Keramik verwendet wird und
3. für den chinesischen „Drachen-Brennofen“ (chinesisch 龍窯 / 龙窑, Pinyin lóngyáo, jap. ryūyō)

## Übersicht

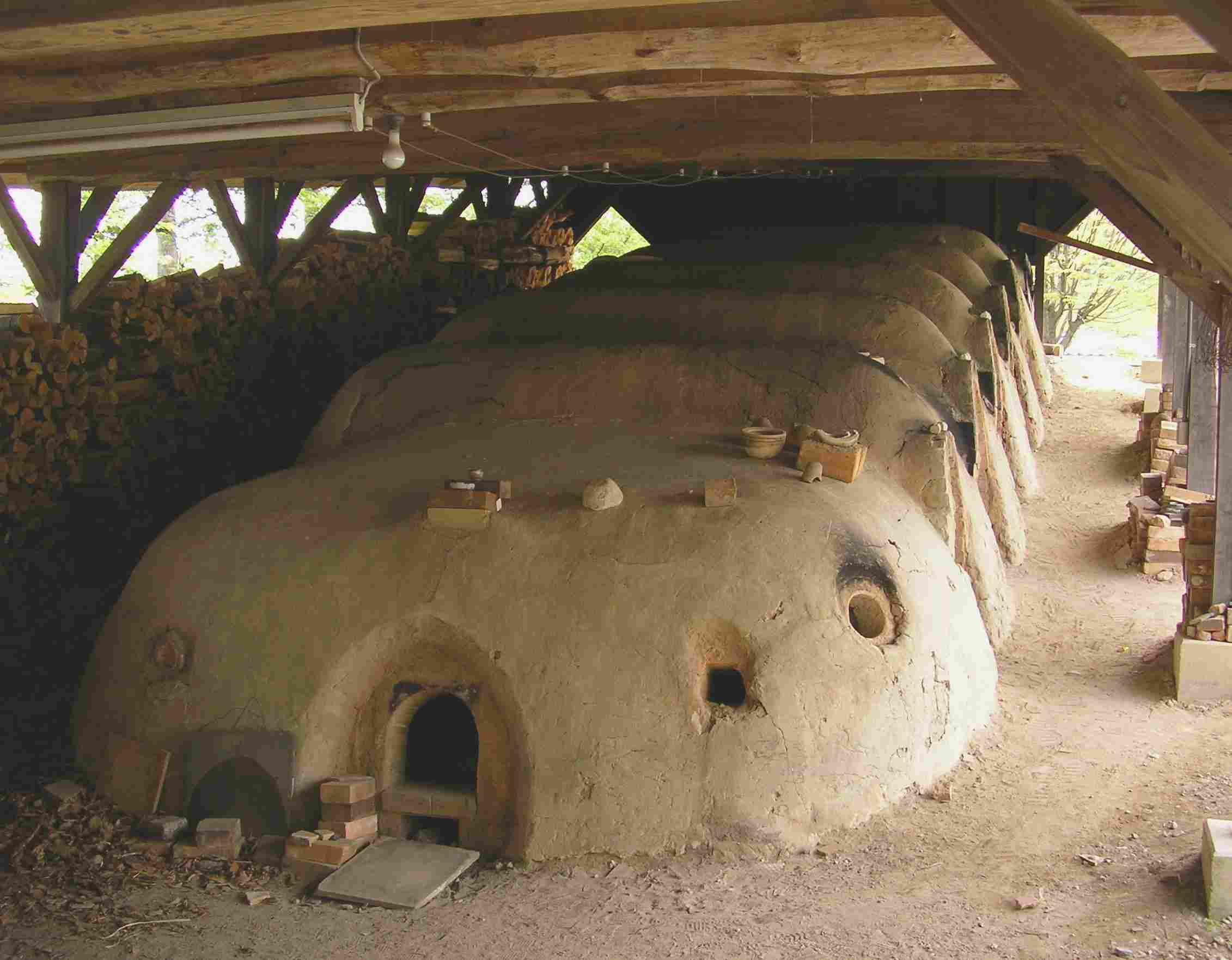
Beispiel eines Mehrkammer-Hangofens

In Japan wurde bis zur Kofun-Zeit ähnlich dem offenen Feldbrand Keramik wie die Haji-Keramik oxidierend mittels Grubenbrand gebrannt. In der Mitte der Kofun-Zeit kam mit der Sue-Keramik die Methode des reduzierenden Brennens und damit auch der Hangofen und die Töpferscheibe vom koreanischen Festland nach Japan. Im 16. Jahrhundert wandelte sich mit dem Beginn der Massenproduktion die thermische Effizienz und die Größe der Brennöfen. Dazu wurden die Brennkammern dann hintereinander in einer Reihe angeordnet.
Der Hangofen ist wie eine längsseits halbierte Röhre aufsteigend in einen Hang hineingebaut. Am unteren Ende des Töpferofens liegt der Feuerungsraum (燃焼室, renshōshitsu), der in der Regel mit Holz befeuert wird und über eine Lochtenne oder Tonsäule mit der Brennkammer verbunden ist. Bei einem typischen Mehrkammer-Brennofen, der optisch eher einer Raupe gleicht, folgen bis zu neun weitere Brennkammern, die durch seitliche Zugänge mit Brenngut bestückt werden können. Rauchgas und Restwärme werden so in einem Zug auf das Brenngut übertragen. Das Rauchgas tritt zuletzt am oberen Ende der Brennkammerkaskade durch ein Abzugsloch wieder aus. Üblicherweise wird ein Hangofen für einen Brennvorgang mit ca. 1300° Celsius über einen Zeitraum von 60 Stunden betrieben. Die Brenntemperatur wird durch Wasserkühlung kontrolliert und langsam innerhalb eines Tages auf die Brenntemperatur von 1300 Grad erhöht. Besonderer Aufmerksamkeit bedarf auch die kontinuierliche Abkühlung des Brenngutes vor der Entnahme aus den Brennofen (窯出し, kamadashi).
In Deutschland findet man etwa in Krauschwitz einen japanischen Hangofen.